# Язид ибн Ахмад
Йазид ибн Ахмад (? — 1027) — Ширваншах (991-1027), амир Баб ал-Абваба (1019-1021,1023-1024), основатель династии Кесранидов.
После смерти Мухаммед IV ибн Ахмада в 991 году Ширваншахом становится его брат Йазид.
В это время эмир Маймун вновь захватил Дербенд и разрушил стену города. В 992 году в результате сражения с шекинцами за Кабалу был убит визирь Ширваншаха Мусаддид ибн Хабаши и вместе с ним около 400 всадников. В 998 году Ширваншах Йазид поручил все государственные дела сыновьям Аббаса из Барды — Абд ал-Азизу и Абд ас-Самаду. В 999 году Ширваншах Йазид захватил замок Гурзул. В том же году он вступил в войну с эмиром Дербенда Лашкари ибн Маймуном. Лашкари вторгся в Ширван, но в сражении у Шабарана Ширваншах Йазид одержал победу над Лашкари. В плен был взят брат Лашкари — Абу Наср. После смерти Лашкари в 1002 году, жители Дербенда попросили у Ширваншаха Йазида отпустить Абу Насра. В ответ Ширваншахом были поставлены условия что он женит Абу Насра на своей дочери и восстановит крепость Дербенда. Но жители Дербенда отказались и Абу Наср по приказу Ширваншаха был казнен и похоронен у ворот города Шабаран. Эмиром Дербенда был провозглашен другой брат Лашкари — Мансур. В 1019 году жители Дербенда восстали против Мансура и выгнав его, передали город под управление Ширваншаха Йазида. Он восстановил крепость и разместил там гарнизон своих войск. Однако в 1021 году Мансур при помощи властителя Сарира вновь овладевает Дербендом. В 1023 году жители Дербенда изгоняют Мансура и город вновь переходит под управление Ширваншаха. В ноябре 1024 года Мансур вернувшись спустя 20 дней вновь овладевает крепостью.
В 1025 году сын Ширваншаха Йазида - Ануширван, который был заместителем Ширваншаха в Йазидийе, воспользовавшись тем что отец находился в замке Гурзул, восстал против своего отца. Однако восстание длилось недолго, в стане мятежников произошёл раскол и Ануширвану пришлось бежать, но он был схвачен и передан отцу. Ширваншах Йазид посадил его в темницу и тот умер там от голода и жажды.
Ширваншах Йазид скончался в 1027 году после 37-летнего правления.